# Клопманни

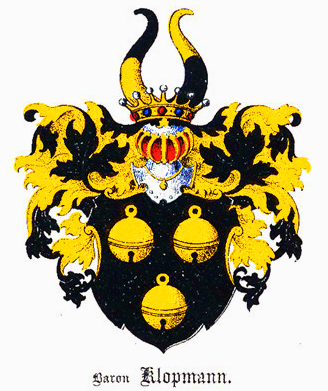
Герб Клопманнів (Балтійський гербовник)

Кло́пманни (нім. Klopmann), або фон Кло́пманни (нім. von Klopmann) — німецький шляхетний рід. Піддані Курляндії, Росії. Походив із Вестфалії. З середини XV ст. деякі представники роду стали васалами Тевтонського ордену в Лівонії, давши початок курляндській гілці Клопманнів. 1620 року ця гілка була занесена до матрикулу курляндського лицарства у статусі фрайгерів. 1853 року російський Сенат підтвердив за представниками курляндської гілки баронський титул.

## Герб
У чорному полі три золоті бубонці. Намет чорний, підбитий золотом. У клейноді криві роги бика, перетяті на золото і чернь. 

## Представники
- Йоганн-Фрідріх (?—?) ∞ Анна-Марія фон Коскулль.
  - Йоганн-Ернст (1725—1786), курляндський ландгофмейстр (1776—1786)[1].

- Фрідріх-Вільгельм (?—?) ∞ Марія-Юліана фон Мірбах.
  - Евальд (1734—1804), курляндський обер-гофмаршал (1785—1795)[2].